# Alayotityus
Genre
Alayotityus est un genre de scorpions de la famille des Buthidae.

## Distribution
Les espèces de ce genre sont endémiques de Cuba.

## Liste des espèces
Selon The Scorpion Files (06/09/2020) :
- Alayotityus delacruzi Armas, 1973
- Alayotityus feti Teruel, 2004
- Alayotityus granma Armas, 1984
- Alayotityus juraguaensis Armas, 1973
- Alayotityus lapidicola Teruel, 2002
- Alayotityus nanus Armas, 1973
- Alayotityus pallidus Teruel, 2002
- Alayotityus sierramaestrae Armas, 1973

## Étymologie
Ce genre est nommé en l'honneur de Pastor Alayo Dalmau (1915-2001).

## Publication originale
- Armas, 1973 : « Escorpiones del Archipielago Cubano. l. Nuevo genero y nuevas especies de Buthidae (Arachnida: Scorpionida). » Poeyana, no 114, p. 1-23.